# Cryptochetum jorgepastori
Cryptochetum jorgepastori is een vliegensoort uit de familie van de Cryptochetidae. De wetenschappelijke naam van de soort is voor het eerst geldig gepubliceerd in 1984 door Cadahia.